# 拳骨にくちづけ
『拳骨にくちづけ』（げんこつにくちづけ）は、1981年3月4日 - 1981年6月24日の間、TBS系列の水曜劇場枠で放送されたテレビドラマである。第5話（1981年4月1日放送）より『ゲンコツにくちづけ』とタイトルが若干変更された。

## 概要
働くヒロインである薫の恋愛と結婚と、それによって揺れ動く心の様などを描き、主演の大原麗子はボーイッシュなキャラクターを演じた。
音楽を担当した川村栄二は、これが初めての劇伴担当であった。川村は、独学で劇伴について学んだものの、尺に合わせることなどができずディレクターに怒られたといい、後年のインタビューで「思い出したくない」と述べている。

## あらすじ
現代彫刻家である34歳の杉本薫は、美術大学の研修課程を出た後、子供たちに絵画を教える傍ら、鉄を使った彫刻にも励んでいた。薫は、間もなく吉川杜夫と結婚する予定であり、結婚前の最後の作品を作るべく荒船鉄工所の一角で製作に取り組んでいた。荒船鉄工所は、3人の息子を一人で育てている時次郎が営んでいる。薫が結婚式の仲人夫妻と初顔合わせする当日、薫の不注意が元で工場で爆発事故を起こしてしまう。結婚を控えていた薫だったが、工場の被害の弁済のため、荒船鉄工所で働くことを志願する。

## キャスト
- 杉本薫：大原麗子
- 荒船時次郎：丹波哲郎
- 吉川杜夫：細川俊之
- 吉川千津：山岡久乃 - 杜夫の母
- 吉川慎一：橋爪功 - 杜夫の兄
- 荒船金太：柄本明
- 荒船鉄平：本間優二
- 荒船鋼介：北詰友樹
- 薫の祖父：笠智衆
- 伊藤榮子
- 西川ひかる
- 榎木孝明
- 蜷川有紀
- 荘吉：原保美
- マミ子：萩尾みどり
- イノ：菅井きん - 吉川家の家政婦
- 妙子：野際陽子
- 八木沢悠子：島村佳江
- 真鍋：垂水悟郎 - 第13話ゲスト
- 春峰堂主人：田中明夫 - 第14話ゲスト
- 八木沢（悠子の父）：渥美国泰 - 第17話ゲスト

## スタッフ
- 脚本 - 寺内小春、田村孟、北原優
- プロデューサー - 堀川とんこう
- 演出 - 高畠豊、服部晴治、井下靖央、福田新一
- 音楽 - 川村栄二
- 製作著作 - TBS

## 主題歌
- 「愛はルフラン」（歌：髙橋真梨子）
  - 作詞：松本隆／作曲：ピエール・ポルト／編曲：井上鑑

## 放送日程
| 各話   | 放送日        | サブタイトル         | 脚本     | 演出     |
| ------ | ------------- | -------------------- | -------- | -------- |
| 第1話  | 3月04日       | （サブタイトル無し） | 寺内小春 | 高畠豊   |
| 第2話  | 3月11日       | （〃）               | 寺内小春 | 高畠豊   |
| 第3話  | 3月18日       | （〃）               | 田村孟   | 服部晴治 |
| 第4話  | 3月25日       | （〃）               | 田村孟   | 福田新一 |
| 第5話  | 4月01日       | （〃）               | 寺内小春 | 高畠豊   |
| 第6話  | 4月08日       | （〃）               | 寺内小春 | 服部晴治 |
| 第7話  | 4月15日       | （〃）               | 田村孟   | 福田新一 |
| 第8話  | 4月22日       | （〃）               | 寺内小春 | 高畠豊   |
| 第9話  | 4月29日       | （〃）               | 寺内小春 | 高畠豊   |
| 第10話 | 5月06日       | （〃）               | 寺内小春 | 井下靖央 |
| 第11話 | 5月13日       | 薫が妊娠した…        | 北原優   | 福田新一 |
| 第12話 | 5月20日       | 中年男と不良少女     | 寺内小春 | 高畠豊   |
| 第13話 | 5月27日       | 感じさせない女       | 寺内小春 | 服部晴治 |
| 第14話 | 6月03日       | あたし、もうダメ!    | 北原優   | 高畠豊   |
| 第15話 | 6月10日       | 誘拐された薫         | 寺内小春 | 井下靖央 |
| 第16話 | 6月17日       | 別れの時が来た       | 寺内小春 | 福田新一 |
| 最終話 | 1981年6月24日 | 愛の結論             | 寺内小春 | 高畠豊   |